# Nueva Casa de los Estudiantes de Helsinki
La Nueva Casa de los Estudiantes de Helsinki (en finés Uusi Ylioppilastalo) es un edificio obra de la arquitecta finesa Wivi Lönn.
La Nueva Casa se construyó en 1910, adyacente a la Vieja Casa inaugurada en 1870.  Las oficinas centrales y de servicios de la Universidad de Helsinki se encuentran en el edificio, que también alberga la revista estudiantil Ylioppilaslehti. El edificio es sede también de algunas de las naciones estudiantiles y otras organizaciones académicas.